# Flüela Wisshorn
De Flüela Wisshorn is een berg in het Silvretta-bergmassief, gelegen in het kanton Graubünden in Zwitserland. De berg is iets meer dan 3 kilometer hoog en bezit een dominantie van 3,42 kilometer. De topografische prominentie bedraagt 628 meter.
De omliggende toppen zijn de Jörihorn, Muttelhorn en Rosställispitz, de Piz Champatsch, de Piz Radönt en de Schwarzhorn. Aan de noordelijke flank van de Wisshorn bevindt zich een gletsjer, de Jörigletscher. Er zijn verscheidene routes om de top te bereiken.
De Flüela Wisshorn werd voor het eerst beklommen op 12 januari 1902 door Nussberger en Guler.

## Afbeeldingen

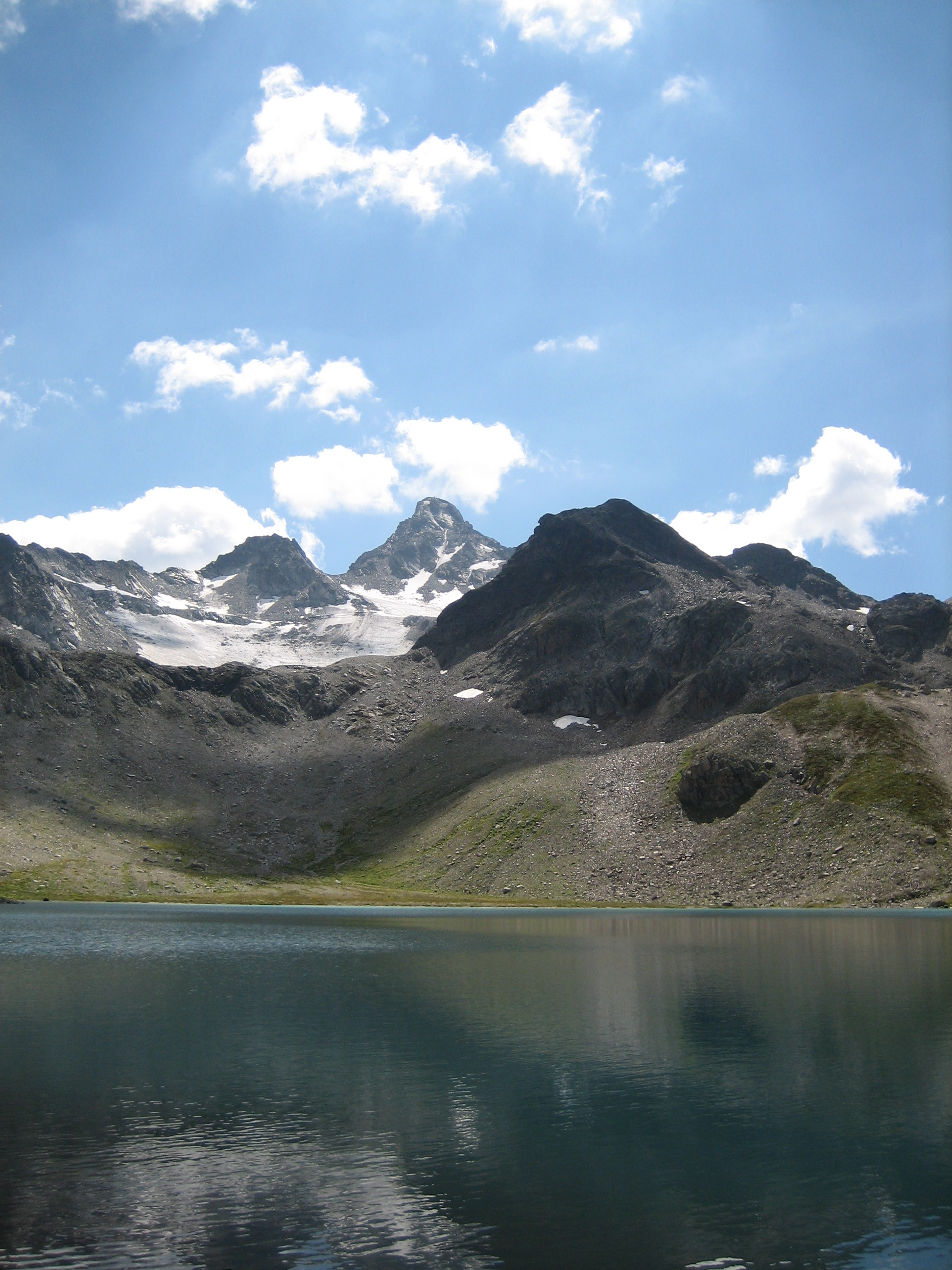
Noordzijde van de Flüela Wisshorn met de Jörigletscher, genomen vanaf de Jöriseen
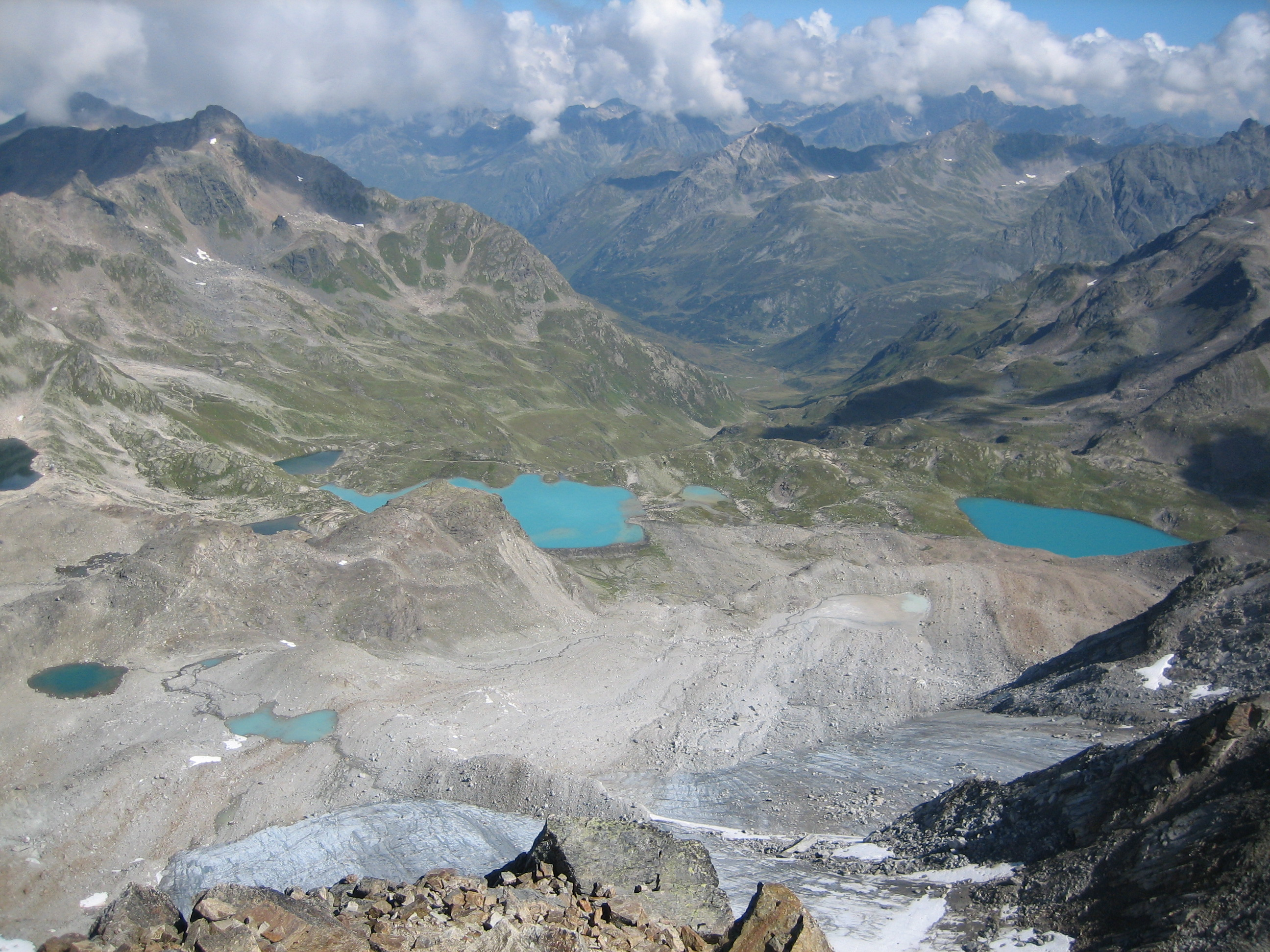
Zicht vanaf de Jöriseen, met op de achtergrond het Jörital en de Vereina.